# Christina Aguchi
Christina Aguchi är en amerikansk erotisk dansare och porrskådespelare. Hon startade i porrfilmsbranschen under 2006 och hann göra 50 filmer innan hon drog sig undan under 2007. Hon har dock fortsatt med striptease efter detta. Hon är av kinesiskt och vietnamesiskt ursprung.